# Thomas Bartscher
Thomas Bartscher (* 4. März 1962 in Walldürn) ist ein deutscher Wirtschaftswissenschaftler und Hochschullehrer.

## Werdegang
Bartscher studierte ab 1982 Betriebswirtschaftslehre  und Volkswirtschaftslehre an der Universität Mannheim, der Universität St. Gallen und der Universität Lüneburg. Bei Albert Martin promovierte er 1994 zum Dr. rer. pol. Seit 1998 ist er Professor für Personalmanagement, Innovations- und Transformationsmanagement, Digitalisierung & Arbeit 4.0 an der Technischen Hochschule Deggendorf. 2020–2022 vertrat er diese Lehr- und Forschungsgebiete auch an der Hochschule Flensburg.
Bartschers Forschungsschwerpunkte liegen in den Bereichen Strategisches Personalmanagement, Innovations- und Transformationsmanagement, digitale Arbeitswelt & kompetenzbasierte Transformationsprozesse, Digital Leadership. Er ist wissenschaftlicher Leiter des i:ad Institut für Arbeit & Digitalisierung. Er beschäftigt sich mit den Herausforderungen der Digitalisierung in Arbeitssystemen, publiziert Fach- und Lehrbücher und ist als Speaker tätig.

## Publikationen (Auswahl)
- mit Regina Nissen: Personalmanagement – Grundlagen, Handlungsfelder, Praxis. Pearson Deutschland, 2. Auflage, München 2017, ISBN 978-3-86894-281-1.
- mit Regina Nissen: diverse Stichwörter im Themengebiet: Grundlagen und Funktionen der Personalführung, Arbeitswissenschaften. In: 333 Keywords Arbeitsrecht. Springer Gabler, Wiesbaden 2018, ISBN 978-3-658-08725-8.
- mit Regina Nissen: Personalmanagement. In: G. Erdmann, P. Richard (Hrsg.): Grundlagen der Allgemeinen Betriebswirtschaftslehre. Pearson Deutschland, München 2018, ISBN 978-3-8689-4089-3.
- mit Regina Nissen: Digitalisierung: Industrie & Arbeit 4.0. In: G. Erdmann, P. Richard (Hrsg.): Grundlagen der Allgemeinen Betriebswirtschaftslehre. Pearson Deutschland, München 2018, ISBN 978-3-8689-4089-3.
- mit Regina Nissen: Change Management für Personaler – Die digitale Arbeitswelt mitgestalten. Haufe Verlag, Freiburg 2019, ISBN 978-3-648-11074-4.
- mit Regina Nissen: Einführung in das Personalmanagement, Personalentwicklung, Strategisches Personalmanagement, Unternehmenskultur in einer digitalen Arbeitswelt, Lehrbriefreihe Haufe Akademie, Freiburg, 2015–2019
- mit Regina Nissen: 450 Stichwörter u.a. Grundfunktionen des Personalmanagements. Grundfunktionen Sozialer Systeme. Kompetenz- und Gestaltungsfelder im Personalmanagement. Strategische Gestaltungsfelder des Personalmanagements. Digitalisierung und Arbeit 4.0. In: Gabler Wirtschaftslexikon. Online-Version, Gabler Verlag, Wiesbaden, 2019[5]
- Was macht der digitale Wandel mit Menschen und Unternehmen? In: Magazin hoch³, Ausgabe 04, Greven 2020
- mit Regina Nissen: LearningHub Eco-System (LHES): Künstliche Intelligenz ermöglicht Work-Life-Learning-Integration, Flensburg 2021, https://www.researchgate.net/publication/355844224_LearningHub_Eco-System_LHES_Kunstliche_Intelligenz_ermoglicht_Work-Life-Learning-Integration
- mit Regina Nissen u. Rebecca Nissen: Trendanalyse 2023 Die Zukunft im Personalmanagement, Freiburg/Deggendorf, 2023, https://www.researchgate.net/publication/375277962_Trendanalyse_2023_Die_Zukunft_im_Personalmanagement